# Ілієнь (комуна)
Ілієнь, Ілієні (рум. Ilieni) — комуна у повіті Ковасна в Румунії. До складу комуни входять такі села (дані про населення за 2002 рік):
- Ілієнь (1009 осіб) — адміністративний центр комуни
- Доболій-де-Жос (564 особи)
- Синкраю (280 осіб)

Комуна розташована на відстані 152 км на північ від Бухареста, 8 км на південь від Сфинту-Георге, 19 км на північний схід від Брашова.

## Населення
За даними перепису населення 2002 року у комуні проживали 1853 особи.
Національний склад населення комуни:
| Національність | Кількість осіб | Відсоток |
| -------------- | -------------- | -------- |
| угорці         | 1610           | 86,9%    |
| румуни         | 237            | 12,8%    |
| німці          | 6              | 0,3%     |

Рідною мовою назвали:
| Мова      | Кількість осіб | Відсоток |
| --------- | -------------- | -------- |
| угорська  | 1622           | 87,5%    |
| румунська | 226            | 12,2%    |
| німецька  | 4              | 0,2%     |
| циганська | 1              | 0,1%     |

Склад населення комуни за віросповіданням:
| Релігія                                       | Кількість осіб | Відсоток |
| --------------------------------------------- | -------------- | -------- |
| реформати                                     | 1006           | 54,3%    |
| римо-католики                                 | 522            | 28,2%    |
| православні                                   | 236            | 12,7%    |
| унітарії                                      | 68             | 3,7%     |
| лютерани (Синодально-пресвітеріанська церква) | 9              | 0,5%     |
| греко-католики                                | 4              | 0,2%     |
| п'ятдесятники                                 | 1              | 0,1%     |
| баптисти                                      | 1              | 0,1%     |
| лютерани                                      | 1              | 0,1%     |
| лютерани (Аугсбурзького сповідання)           | 1              | 0,1%     |